# Powstanie w twierdzy Sveaborg
Powstanie w twierdzy Sveaborg (ros. Свеаборгское восстание - Swieaborgskoje wosstanije) - zbrojny bunt marynarzy i żołnierzy garnizonu Sveaborg, położonego na wyspach w pobliżu Helsinek, na przełomie lipca i sierpnia 1906 r. Jeden z buntów żołnierzy armii rosyjskiej podczas rewolucji 1905-1907 roku.

## Tło wydarzeń
Jesienią 1905 r. w rosyjskiej armii i flocie wybuchła fala buntów. Manifest październikowy i fakt, że car Mikołaj II ustąpił przed żądaniami opozycji, wywarł ogromne wrażenie na żołnierzach. Fakt, iż samowładca poszedł na ustępstwa, podważył panującą dotąd w rosyjskiej armii dyscyplinę. W końcu października 1905 r. wybuchł bunt marynarzy Floty Bałtyckiej w Kronsztadzie, stłumiony po jednym dniu zamieszek. Również w końcu października wybuchł bunt marynarzy we Władywostoku. W listopadzie tego samego roku zbuntowali się marynarze Floty Czarnomorskiej i żołnierze garnizonu sewastopolskiego. I to wystąpienie zostało szybko stłumione. 
W Wielkim Księstwie Finlandii, po zaostrzeniu kursu rusyfikatorskiego na przełomie XIX i XX w., antycarska opozycja stała się szczególnie aktywna. Przeciwko caratowi występowały zarówno fińskie organizacje narodowe, jak i ruchy lewicowe, socjaldemokratyczne, łączące hasła samostanowienia narodowego i obrony praw robotników. W październiku 1905 r. w Finlandii miał miejsce wielki strajk, a robotnicy Helsingforsu tworzyli oddziały Czerwonej Gwardii, do których wstąpiło 25 tys. ludzi. Wszystkie fińskie partie i organizacje antycarskie współpracowały z rewolucyjnymi organizacjami rosyjskimi. Na terytorium Wielkiego Księstwa Finlandii rewolucjoniści rosyjscy przeprowadzali swoje konferencje i zjazdy, wydawali nielegalną literaturę i przechowywali broń, a fińscy urzędnicy tolerowali takie działania. W latach 1905-1906 r. w Finlandii szczególnie widoczna stała się działalność partii bolszewickiej. Fińska Organizacja Wojskowa, część struktury partyjnej, liczyła w 1906 r. ok. 500 członków. Do Finlandii zbiegło wielu uczestników stłumionego w grudniu 1905 r. powstania robotniczego w Moskwie. Od maja 1906 r. bolszewicy wydawali nielegalną gazetę "Wiestnik kazarmy" (opublikowano dziewięć numerów). Bolszewicy prowadzili agitację także w garnizonie twierdzy Sveaborg w pobliżu Helsingforsu. Służący w niej podporucznicy Arkadij Jemieljanow i Jewgienij Kochanski byli członkami partii bolszewickiej. Agitację rewolucyjną w twierdzy prowadzili także eserowcy. W 1906 r. garnizon twierdzy liczył ok. sześciu tysięcy żołnierzy. Ponadto żołnierze stacjonowali w porcie wojskowym Skatudden (Katajanokka).

## Przebieg wydarzeń
Jesienią 1905 r., w tym samym czasie, gdy w Wielkim Księstwie Finlandii trwał strajk powszechny, żołnierze Sveaborga zaczęli skarżyć się na jakość wyżywienia, umundurowania i na warunki służby. Nastroje uspokoiły się jednak, gdy ze stanowiska usunięto komendanta twierdzy. Partie bolszewicka i eserowska latem 1906 r. postanowiły jednak, niezależnie od siebie, podjąć próbę doprowadzenia do zbrojnego powstania. Fińska Organizacja Wojskowa podjęła decyzję o przygotowaniu planu wystąpienia 2 lipca?/15 lipca 1906. Rewolucjoniści organizowali w twierdzy wiece dla żołnierzy. Podczas jednego z nich, z udziałem 200 artylerzystów, sformułowano postulaty kierowane do dowództwa twierdzy: poprawę wyżywienia, poprawę jakości umundurowania, zobowiązanie oficerów do uprzejmego zwracania się do żołnierzy, wybieranie dowódców przez podkomendnych, skrócenie czasu służby do dwóch lat. Zwłaszcza eserowcy dążyli do jego szybkiego wywołania, chociaż plan wywołania powstania przygotowywali również miejscowi bolszewicy (chociaż centralne kierownictwo partii było wobec niego sceptyczne). Rewolucjoniści zakładali, że powstanie w twierdzy Sveaborgu wybuchnie równocześnie z nowymi buntami w Kronsztadzie, Rewlu i na okrętach Floty Bałtyckiej, które następnie zainicjują bunt w samym Petersburgu i wymuszą zwołanie Konstytuanty. 

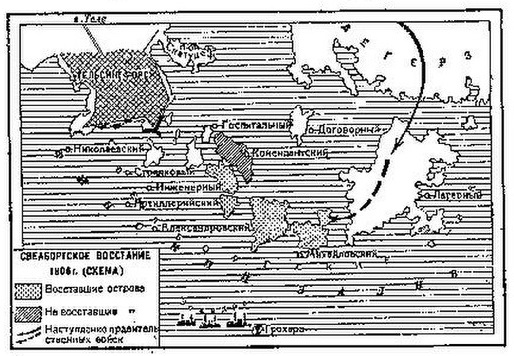
Przebieg powstania: zakreskowane wyspy i obszary pozostały pod kontrolą rządu, wykropkowane zostały opanowane przez powstańców

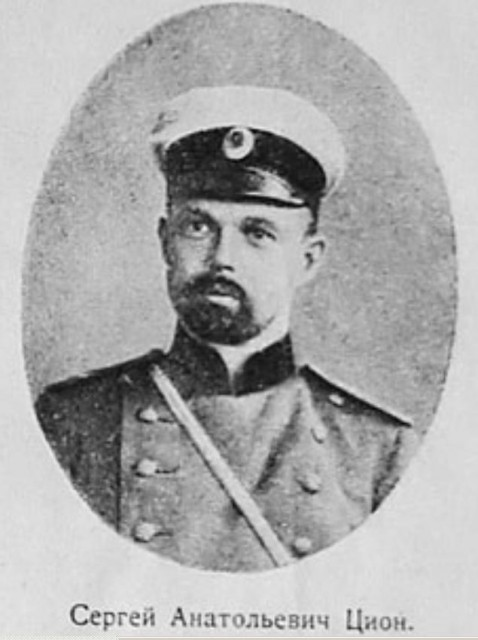
Jeden z dowódców powstania kapitan Siergiej Cion

We wszystkich wymienionych garnizonach niezadowolenie wśród żołnierzy było faktycznie znaczące. Mimo to wybuch zbrojnego powstania 17 lipca?/30 lipca 1906 r. zaskoczył radykalnych agitatorów. Zbrojny bunt wybuchł po tym, gdy komendant twierdzy gen. Władimir Lajming osadził w areszcie, za pomniejsze wykroczenia dyscyplinarne, około 200 żołnierzy kompanii minerskich. Tego samego wieczoru żołnierze uwięzili dwóch oficerów i przejęli kontrolę nad częścią fortyfikacji Sveaborga. Dowództwo w powstaniu przejęli artylerzyści - podporucznicy Jemieljanow i Kochanski związani z partią bolszewicką oraz eserowiec kapitan Siergiej Cion. Działacze partii bolszewickiej i eserowskiej, w ocenie których powstanie było nieprzygotowane, próbowali powstrzymać żołnierzy, ale ich wiadomości nie dotarły nawet na niektóre wyspy należące do twierdzy. Mimo takiej oceny powstania bolszewicy 19 lipca?/1 sierpnia 1906 wezwali robotników w całej Rosji do solidarności z walczącym garnizonem Sveaborga. Zgodnie z sugestią Lenina, petersburscy bolszewicy wezwali do strajku solidarnościowego na 21 lipca?/3 sierpnia 1906. 
Do powstania przyłączyło się, według różnych ocen, ok. 2000-3000 żołnierzy. Buntownicy opanowali część terytorium twierdzy, ale nie całą wyspę, na której znajdowały się główne umocnienia. Nad zajętymi budynkami twierdzy na Wyspie Michajłowskiej wywiesili czerwoną flagę i wezwali do wsparcia ich buntu, w imię walki o ziemię i wolność. Czerwona Gwardia w Helsingforsie zadeklarowała poparcie dla zbuntowanych żołnierzy i wezwała do strajku generalnego w mieście. Wielu fińskich robotników nie przyłączyło się jednak do niego, uznając, że bunt w twierdzy był wyłączną sprawą Rosjan. Oddziały Kozaków rozpędziły demonstracje poparcia dla żołnierzy na helsińskim Placu Senackim i zajęły nabrzeża Zatoki Fińskiej, by nie dopuścić do połączenia się robotników i powstańców.
Na wyspach Sveaborga, w tym na głównej wyspie, doszło do starć między żołnierzami lojalnymi wobec władz i powstańcami. W drugim dniu powstania komendant twierdzy oceniał sytuację jako beznadziejną i sugerował, że wierne mu siły są zbyt słabe, by pokonać buntowników. 20 lipca?/2 sierpnia 1906 r. do Helsingforsu skierowano dodatkowe siły, a część twierdzy opanowaną przez zbuntowanych żołnierzy ostrzelały z dział okrętowych pancernik „Cesariewicz” i krążownik „Bogatyr’”'. 60 buntowników zginęło ponadto wskutek przypadkowej eksplozji beczki prochu. Jako pierwsi poddali się uczestnicy powstania, którzy znajdowali się w porcie wojskowym w Helsingforsie. Tego dnia po zapadnięciu zmroku także powstańcy na wyspach, przekonani już, że ich wystąpienie nie miało szans sukcesu, postanowili się poddać. Setki powstańców zostało aresztowanych, część zbiegła.
Na wieść o powstaniu w Sveaborgu faktycznie 19 lipca?/1 sierpnia 1906 wybuchło powstanie w Kronsztadzie; wśród tamtejszych marynarzy rozeszły się pogłoski, że zbuntowany garnizon Sveaborga odniósł zwycięstwo. Bunt ten został spacyfikowany po niecałych dwóch dniach. Dzień później wybuchł także bunt na krążowniku Pamiat' Azowa, który również szybko stłumiono. W strajku solidarnościowym, który nie został odwołany mimo stłumienia powstania, wzięło udział 71 tys. robotników i robotnic. Było to liczbą relatywnie niewielką na tle wcześniejszych takich mobilizacji podczas rewolucji 1905 r., również dlatego, iż pracownicy wiedzieli już, że bunt w Sveaborgu poniósł już klęskę. Strajk zakończył się po czterech dniach.
W czasie walk o Sveaborg zginęło 18 osób, 40 zostało rannych. 967 marynarzy i żołnierzy stanęło przed sądami wojskowymi. 127 z nich zostało skazanych na katorgę, 735 - osadzono w więzieniach i skierowano do oddziałów karnych, 77 - uniewinniono. 17 uczestników powstania, w tym Jemieljanow i Kochanski, zostało skazanych na karę śmierci i rozstrzelanych. Cion zbiegł i w 1907 r. wydał swoje wspomnienia dotyczące powstania (Tri dnia wosstanija w Swieaborgie)

## W kulturze
Powstanie w twierdzy Sveaborg jest tematem radzieckiego filmu Sveaborg z 1972 r. Film jest ekranizacją powieści N. Siemienkiewicza na ten sam temat.